# 18987 Ірані
18987 Ірані (18987 Irani) — астероїд головного поясу, відкритий 1 вересня 2000 року.
Тіссеранів параметр щодо Юпітера — 3,628.